# 밑줄

밑줄이 그인 문자.

밑줄(underline, 문화어: 아래줄)은 문자열 아래에 그어진 수평선이다. 주로 내용을 강조하기 위해 사용된다. 언더스코어 또는 하선(下線)이라고도 부른다.

## 유니코드
유니코드는 다음과 같은 문자를 제공한다:
- single underline: a̲b̲c̲d̲e̲f̲g̲h̲i̲j̲k̲l̲m̲n̲o̲p̲q̲r̲s̲t̲u̲v̲w̲x̲y̲z̲0̲1̲2̲3̲4̲5̲6̲7̲8̲9̲
- double underline: a̲̲b̲̲c̲̲d̲̲e̲̲f̲̲g̲̲h̲̲i̲̲j̲̲k̲̲l̲̲m̲̲n̲̲o̲̲p̲̲q̲̲r̲̲s̲̲t̲̲u̲̲v̲̲w̲̲x̲̲y̲̲z̲̲0̲̲1̲̲2̲̲3̲̲4̲̲5̲̲6̲̲7̲̲8̲̲9̲̲
- single underline capitalized: A̲B̲C̲D̲E̲F̲G̲H̲I̲J̲K̲L̲M̲N̲O̲P̲Q̲R̲S̲T̲U̲V̲W̲X̲Y̲Z̲
- double underline capitalized: A̲̲B̲̲C̲̲D̲̲E̲̲F̲̲G̲̲H̲̲I̲̲J̲̲K̲̲L̲̲M̲̲N̲̲O̲̲P̲̲Q̲̲R̲̲S̲̲T̲̲U̲̲V̲̲W̲̲X̲̲Y̲̲Z̲̲

## 같이 보기
- 밑줄 문자
- 윗줄
- 취소선